# ميلو ايماي
ميلو ايماي (باليابانية: 今井メロ؛ بالكانا: いまい メロ) هي متزلجة ‏ وممثلة يابانية، ولدت في 26 أكتوبر 1987 في أوساكا في اليابان.

## وصلات خارجية
- الموقع الرسمي
- ميلو ايماي على موقع الاتحاد الدولي للتزلج (ركوب لوح الثلج) (الإنجليزية)
- ميلو ايماي على موقع أوليمبيديا (الإنجليزية)